# Jannes van Dijk
Jannes Johannes Cornelis van Dijk (Leeuwarden, 1 december 1871 – Den Haag, 9 februari 1954) was een Nederlands politicus.
Jannes werd geboren in Leeuwarden als zoon van koetsier Willem Jacob van Dijk en Cornelia van Rijssen. Hij had nog een broer, Ari, die al op jonge leeftijd kwam te overlijden. 
Van Dijk volgde een opleiding tot officier en werd in 1899 docent militair recht aan de Koninklijke Militaire Academie (KMA). Van 1913 tot 1921 was hij directeur van de topografische afdeling van het ministerie van Oorlog. In 1921 werd hij minister van Oorlog en minister van Marine a.i. in het kabinet-Ruijs de Beerenbrouck I. De functie van minister van Oorlog vervulde hij ook van 1922 - 1925 in het kabinet-Ruijs de Beerenbrouck II. Na deze periode van ministerschap was hij van 1925 tot 1937 lid van de Tweede Kamer voor de ARP. In 1937-1939 was Van Dijk opnieuw minister en wel minister van Defensie in het kabinet-Colijn IV en Colijn V.

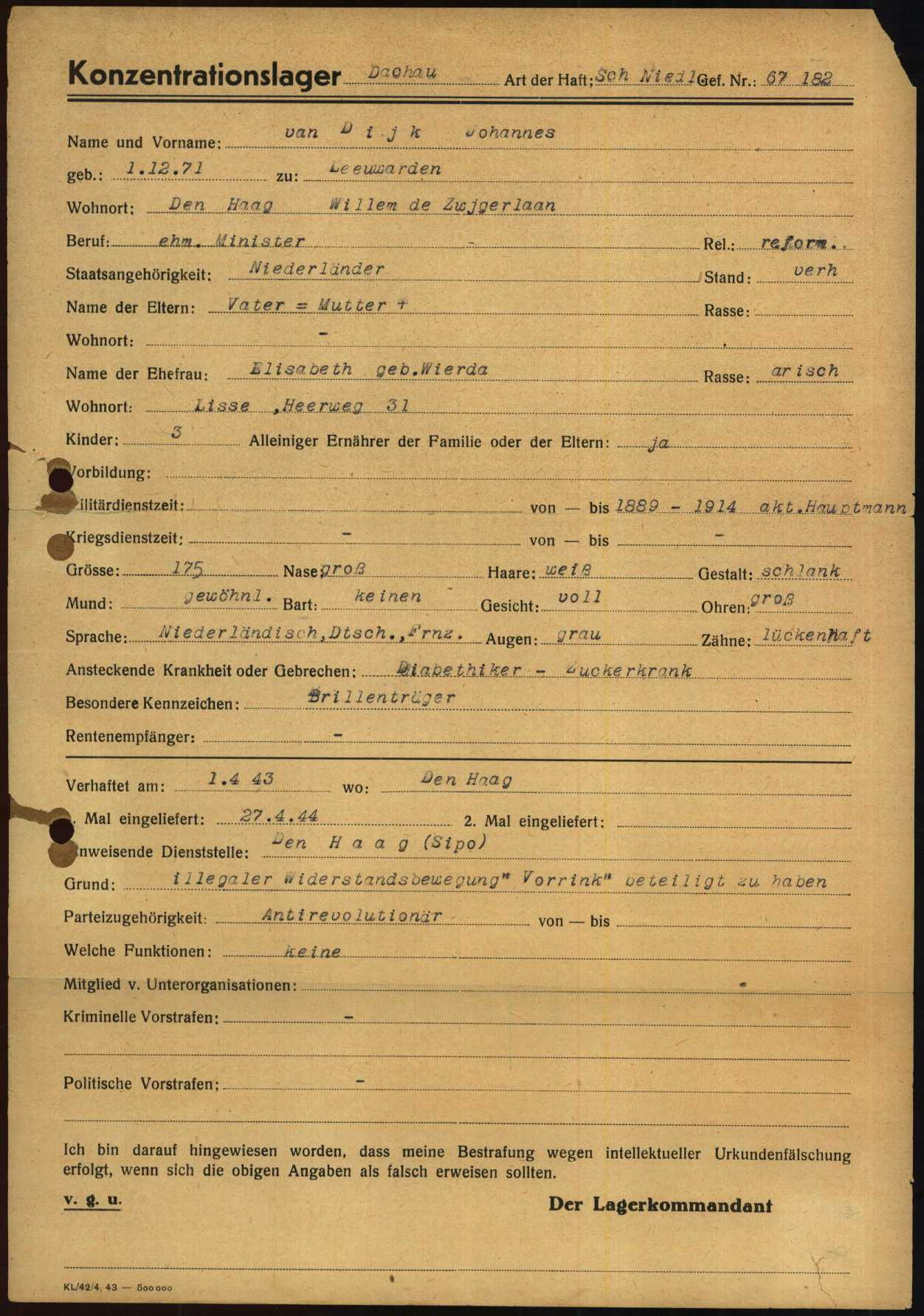
Registratieformulier van Jannes Johannes Cornelis van Dijk als gevangene in nazi-concentratiekamp Dachau

In de eerste periode van zijn ministerschap kwam in 1922 een nieuwe dienstplichtwet tot stand. Van Dijk was een voorstander van de versterking van het Nederlandse defensieapparaat. Tijdens de Tweede Wereldoorlog was Van Dijk gijzelaar in Sint-Michielsgestel en werd hij o.a. in het concentratiekamp Dachau geïnterneerd. Van Dijk was ook auteur van militair-juridische werken zoals het in 1904 uitgekomen Handboek van militair strafrecht en Wet op de Krijgstucht en een handleiding voor officieren over de militaire rechtspleging. Vanwege zijn verdienste als militair jurist verleende de Vrije Universiteit hem in 1938 een eredoctoraat in de rechten.